# Gyomorhurut
A gyomorhurut (latinul gastritis vagy köznapi nevén gyomorrontás) a gyomor egyik  megbetegedése.
Változatai a  heveny (akut) és az  idült (krónikus) gyomorhurut.

## Okai
A heveny gyomorhurutot vagy ételtúlterhelés (túl zsíros ételek, túl sok édesség elfogyasztása), vagy ételfertőzés, vagy nagy mennyiségű alkoholfogyasztás, vagy gyógyszer okozta gyomornyálkahártya-izgalom okozza.
Az idült gyomorhurut  a következménye olyan hosszú időn át tartó ártalmaknak, mint a rendszertelen étkezés, a gyors táplálékfogyasztás, a túl hideg, túl zsíros vagy túl fűszeres ételek gyakori fogyasztása.

## Tünetei
Hányás, hányinger, gyomorfájdalom, puffadás, hasi görcs, hasmenés.

## Kezelése
Ilyenkor ajánlott a diéta, keksz és tea kizárólagos fogyasztása.